# دانکوویتسه
دانکوویتسه (به چکی: Daňkovice) یک منطقهٔ مسکونی در جمهوری چک است که در ناحیه ژدار ناد سازاووو واقع شده‌است. دانکوویتسه ۳٫۰۱ کیلومتر مربع مساحت و ۱۳۳ نفر جمعیت دارد و ۶۸۵ متر بالاتر از سطح دریا واقع شده‌است.